# الجمعية الأكاديمية الفلسطينية لدراسة الشؤون الدولية
الجمعية الأكاديمية الفلسطينية لدراسة الشؤون الدولية وتُختصر باسيا (PASSIA) هي مؤسسة أهلية فكرية مستقلة وغير ربحية وغير حكومية، أسسها مهدي عبد الهادي وأكاديميين ومثقفين فلسطينيين آخرين في مارس 1987. يقع مقرها في وادي الجوز بمدينة القدس الفلسطينية.
تركز الجمعية في عملها على قضايا تتعلق بفلسطين والعالم العربي، وتركّز برامجها على قضايا أساسية مثل القدس، والهوية والدين، والمجتمع المدني، وحقوق الإنسان، والقانون الدولي، كما تسعى إلى تقديم تحليلات موضوعية تستند إلى البحث العلمي، وتستهدف جمهورًا متنوعاً يشمل الأكاديميين، وصناع القرار، والطلاب، ومؤسسات المجتمع المدني.

## الأنشطة والبرامج
تنظم الجمعية العديد من الأنشطة، منها:
- مشاريع بحثية، بالشراكة مع مؤسسات محلية ودولية.
- برامج تدريب
- ندوات ومؤتمرات
- التعليم في الشؤون الدولية

## المنشورات
تصدر الجمعية تقارير ودراسات حول مختلف القضايا السياسية، منها:
- الدراسات البحثية: دراسات باللغة الإنجليزية أو العربية أجراها باحثون حول مجموعة كبيرة ومتنوعة من المواضيع ذات الصلة بالقضية الفلسطينية.
- دراسات القدس: دراسات بحثية وأوراق مختصرة حول الجوانب المختلفة لقضية القدس، تتناول العديد من المواضيع، مثل المستوطنات الإسرائيلية، واستخدام الأراضي، والبلدة القديمة، والدين، والسياسات البلدية الإسرائيلية، والسيناريوهات المستقبلية لوضع المدينة.
- الدراسات الدينية: دراسات بحثية وأوراق مختصرة حول القضايا الدينية والدينية المتعلقة بالسياق الفلسطيني.
- أوراق المعلومات: دراسات مطولة ومقالات وإيجازات تغطي العديد من القضايا المعاصرة والتاريخية المتعلقة بالقضية الفلسطينية.
- التوثيق: السجلات الوثائقية مثل التسلسل الزمني والوثائق التاريخية والمعاصرة والخرائط والسير الذاتية للشخصيات.
- النشرات: منشورات سهلة القراءة تركز على مواضيع محددة (مثل القدس، المفاوضات، الأسرى، المستوطنات، إلخ) بهدف توفير المعلومات الأساسية والتحليلات والحقائق والأرقام بطريقة موجزة ولكن شاملة.
- الترجمة: ترجمة أعمال بلغات أجنبية أخرى ذات صلة بفلسطين والفلسطينيين إلى اللغة العربية و/أو الإنجليزية.
- مذكرات وتقارير سنوية من PASSIA: تنشر الجمعية كل عام منذ عام 1988 "مذكراتها"، وهي كتاب موارد سنوي فريد من نوعه يجمع بين دليل شامل لمعلومات الاتصال للمؤسسات الفلسطينية والدولية العاملة في فلسطين، وتقويم يومي، وجدول أعمال يحتوي على حقائق وأرقام ورسوم بيانية وإحصاءات وتسلسلات زمنية وخرائط تتعلق بفلسطين والفلسطينيين. تحتوي التقارير السنوية لـ PASSIA على معلومات حول مشاريع PASSIA والأنشطة الجارية والأبحاث، بالإضافة إلى الأعمال الأخرى التي تقوم بها PASSIA أو تشارك فيها كل عام. كما تم إدراج أوصاف مختصرة لمنشورات PASSIA وموظفيها ومصادر التمويل.
- الملصقات: ثلاثة 50-70 ملصقات سمية صممتها ونشرتها الجمعية كجزء من مشروع خاص عن القدس (2009)

## التعاون
تعمل باسيا مع عدد من المؤسسات الأكاديمية والبحثية داخل فلسطين وخارجها، مثل جامعة بيرزيت وجامعة القدس، ومراكز أبحاث أوروبية وأمريكية.